# خالد أبو عرفة
خالد أبو عرفة (1961 في القدس - ) مهندس ميكانيكي وسياسي فلسطيني، شغل منصب وزير وزارة شؤون القدس في حكومة إسماعيل هنية الأولى. وهو عضو في حركة حماس.

## النشأة والتحصيل العلمي
وُلد خالد إبراهيم أبو عرفة في عام 1961 بمدينة القدس في حي سلوان. تلقى تعليمه الأساسي في مدرسة عبد القادر الحسين براس العامود، وتعليمه الإعدادي والثانوي من مدرسة المعهد العربي الكويتي في أبو ديس، حصل على الثانوية العامة عام 1978. أكمل دراسته الجامعية في العراق وحصل على درجة البكالوريوس عام 1983 في الهندسة الميكانيكية من الجامعة التكنولوجية في بغداد. حصل على درجة الماجستير في الدراسات الإسرائيلية من جامعة القدس عام 2015.

## الحياة العملية والسياسية
عمل مهندسًا في رام الله، وعمل بين الأعوام 1987و1993 مديرًا فنيًا في شركة للمنتوجات الغذائية، وعمل في مجال التجارة في محل يملكه في القدس. وهو عضو في نقابة المهندسين.
اعتقل أبو عرفة في أكتوبر 1987 لنشاطه مع الإخوان المسلمين، كما اعتقل في عام 1989 وفي عام 1994.
عُين في مارس 2006 وزيرًا لوزارة شؤون القدس ضمن حكومة إسماعيل هنية الأولى. لكن قوات الاحتلال الإسرائيلي اعتقلته في يونيو 2006. وأفرجت عنه في سبتمبر 2008.
قررت وزارة الداخلية الإسرائيلية سحب هويته المقدسية في مايو 2006، وفي 1 يونيو 2010 صدر قرار بإبعاده عن القدس. شارك مع عدد من نواب المجلس التشريعي المبعدين في اعتصام استمر 19 شهرًا في مقر الصليب الأحمر بالقدس وانتهى باعتقاله في يناير 2012، ولاحقًا أفرج عنه في يناير 2014 بشرط الإبعاد حيث نُقل إلى مدينة جنين ثم إلى مدينة رام الله حيث يقيم حاليًا. خلال وجوده في السجن، تدهورت حالته الصحية.
اعتقل في 11 نوفمبر 2020 بعد استدعائه للتحقيق في معسكر «عوفر» غرب محافظة رام الله والبيرة. وفي 17 نوفمبر مددت المحكمة الإسرائيلية اعتقاله لمدة 72 ساعة إضافية، للحكم عليه إداريًّا، حيث أصدرت في 19 نوفمبر اعتقاله لمدة أربعة أشهر إداريًا. وفي 4 مارس 2021 جُدد اعتقاله الإداري مدة 4 شهور إضافية.

## مؤلفات
أصدر أبو عرفة عدة كتب منها:
- كتاب المقاومة الفلسطينية للاحتلال الإسرائيلي في بيت المقدس 1987-2015.[11]
- كتاب حسن القيق.. وثائق وأوراق.[12]
- كتاب حسن القيق.. صفحات مقدسية مضيئة.. أربعون عامًا في التربية والدعوة والجهاد.[13]
- كتاب ثورات. تؤذن بفجر جديد: نظرات فقهية.[14]